# هينريتش براون
هينريتش براون (بالألمانية: Heinrich Braun) هو جراح ألماني، ولد في 1862 في Rawicz ‏ في بولندا، وتوفي في 26 أبريل 1934 في أوبرلنغن في ألمانيا.